# Globularia meridionalis
Globularia meridionalis är en grobladsväxtart som först beskrevs av Josef Podpěra, och fick sitt nu gällande namn av Otto Karl Anton Schwarz. Globularia meridionalis ingår i släktet bergskrabbor, och familjen grobladsväxter. Inga underarter finns listade i Catalogue of Life.

## Bildgalleri

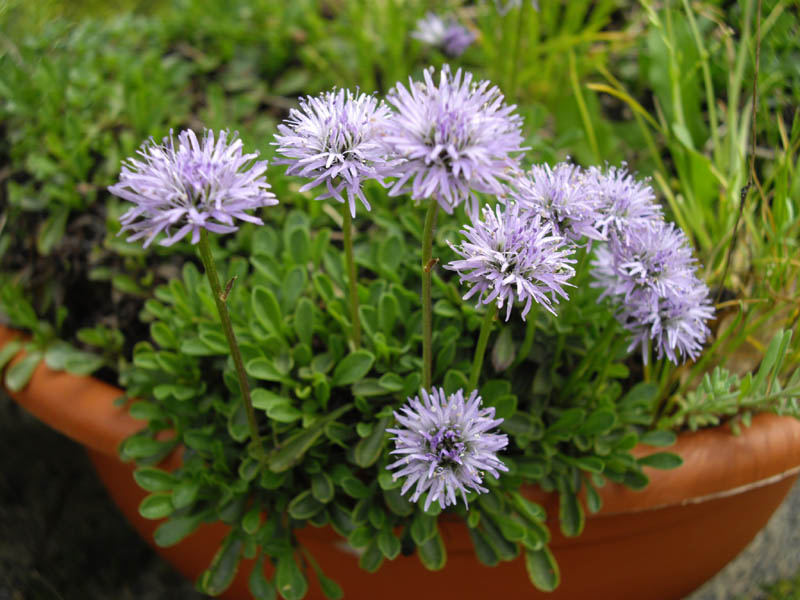